# Alysia similis
Alysia similis är en stekelart som först beskrevs av Christian Gottfried Daniel Nees von Esenbeck 1812.  Alysia similis ingår i släktet Alysia och familjen bracksteklar. Inga underarter finns listade i Catalogue of Life.